# Rosebud (Alberta)
Pour les articles homonymes, voir Rosebud.
Rosebud est un hameau (hamlet) du Comté de Wheatland, situé dans la province canadienne d'Alberta.

## Démographie
En tant que localité désignée dans le recensement de 2011, Rosebud a une population de 88 habitants dans 29 de ses 37 logements, soit une variation de -19.3% par rapport à la population de 2006. Avec une superficie de 0,267 6 km2, le hameau possède une densité de population de 328,849 0 hab/km2 en 2011.
Concernant le recensement de 2006, Rosebud abritait 109 habitants dans 41 de ses 49 logements. Avec une superficie de 0,267 6 km2, le hameau possédait une densité de population de 407,3 hab/km2 en 2006.